# Ministarstvo obrane Sjedinjenih Američkih Država
Ministarstvo obrane Sjedinjenih Američkih Država (engl. United States Department of Defense) je savezno ministarstvo SAD-a s najvećim sredstvima i budžetom zaduženo za koordiniranje i nadziranje svih agencija i funkcija vlade direktno povezanih za nacionalnu sigurnost i Oružane snage SAD-a. Ministarstvo obrane je naziv za bivše Ministarstvo rata (1789. – 1949.). Sjedište Ministarstva obrane je Pentagon.
Sastoji se od kopnene vojske, mornarice i zrakoplovsta SAD-a. Među mnogim agencijama tu su i Protuzračna obrana (Missile Defense Agency), Obrambena obavještajna agencija (Defense Intelligence Agency) i Nacionalna sigurnosna agencija (National Security Agency). Ministarstvo također ima združene vojne škole, uključujući Nacionalni vojni fakultet (National War College).

## Povijest
1945. godine predloženi su konkretni planovi za Ministarstvo obrane od strane Vojske, Mornarice i Združenog stožera. U posebnoj poruci Kongresu 19. prosinca 1945. predsjednik Harry Truman predložio je jedinstveno ministarstvo državne obrane. Prijedlog je otišao u Kongres u travnju 1946. godine, ali je zadržan zbog saslušanja Odbora za mornarička pitanja u srpnju 1946. koji je podigao primjedbe na koncentraciju moći u jedno ministarstvo. Truman je na kraju poslao novu legislaciju Kongresu u veljači 1947. godine gdje se raspravljala i za nekoliko mjeseci izmijenila.
Ministarstvo obrane je stvoreno 1947. kao nacionalna vojna struktura s jednim ministrom na čelu da predsjeda nad bivšim Ministarstvom rata (stvoreno 1789.) i Mornaricom. Zračno zrakoplovstvo je isto stvoreno kao nova služba (prijašnje Vojno ratno zrakoplovstvo pod Ministarstvom rata). Ministarstvo obrane je stvoreno da bi se smanjilo unutar-vojno suparništvo, za koje se vjerovalo da je smanjilo vojnu efikasnost u Drugom svjetskom ratu.
26. srpnja 1947. Truman je potpisao Zakon o državnoj sigurnosti koji je postavio Nacionalnu vojnu strukturu za početak djelovanja. 18. rujna, dan nakon što je Senat potvrdio James V. Forrestala kao prvog ministra obrane. Struktura je imala nestretnu kraticu ˝NME˝  (koja na engl. ima identičan izgovor kao i riječ ˝enemy˝ - neprijatelj) pa je preimenovana u Ministarstvo obrane (Department of Defense skraćeno DoD) 10. kolovoza 1949.; iako novi naziv nije prošao bez kritika.

## Organizacija
Ministarstvo obrane sastoji se od Vojske, Mornarice, Zračnog zrakoplovstva, Marinačkih postrojbi i neborbenih agencija poput Nacionalne sigurnosne agencije i Obrambene obavještajne agencije zajedno s NORAD-om (Sjeverno američko zračno obrambeno zapovjedništvo). Proračun Ministarstva 2007. godine približno je bio $786 milijardi. Ova brojka ne uključuje još desetke milijardi dodatnog troška koje je odobrio Kongres tijekom cijele godine osobito zbog rata u Iraku.
Civilna kontrola, osim što se ostvaruje operacijama isto tako se ostvaruje kroz tri vojna odjela, Odjela vojske, Odjela ratne mornarice (koji uključuje Marinačke postrojbe) i Odjela ratnog zrakoplovstva. Svaki odjel vodi službeni tajnik koji ne pripada Kabinetu SAD-a.
U vrijeme rata Ministarstvo obrane ima kontrolu nad Obalnom stražom, koja je u doba mira pod kontrolom Ministarstva domovinske sigurnosti. Prije stvaranja Ministarstva domovinske sigurnosti Obalna straža je bila pod kontrolom Ministarstva prometa, a još prije pod kontrolom Ministarstva financija. Po Zakoniku SAD-a, Obalna straža se smatra jednom od pet vojnih grana u Sjedinjenim Državama. U vrijeme rata Obalna straža služi kao dio Ratne mornarice; to se nije dogodilo još od Drugog svjetskog rata.

## Troškovi
U Saveznom proračunu SAD-a za 2010. godinu, Ministarstvu obrane bio je dodijeljen osnovni proračun od 533,7 milijardi USD, uz dodatnih 75,5 milijarde dolara prilagodbe u odnosu na 2009. godinu i 130 milijardi dolara za prekomorske pontencijale. Financijsko izvješće za naknade Ministarstva iz 2010. pokazuje da su ukupna proračunska sredstva Ministarstva obrane za fiskalnu godinu 2010. 1,2 bilijuna USD. Od toga, 1,1 bilijun su bili dužni, a isplatili su 994 milijarde dolara, a preostala sredstva povezana za višegodišnje projekte modernizacije zahtijevaju dodatno vrijeme za nabavu.

## Korištenje energije
Ministarstvo obrane SAD-a koristi 17.388,000.000 l (4.600,000.000 galona) goriva godišnje, što je prosječno 48,000.000 l (12,600.000 galona) na dan. Velika vojna divizija na dan može iskoristiti oko 23.000 l (6000 galona) na dan.
U fiskalnoj godini 2006., Ministarstvo obrane je iskoristilo skoro 30.000 gigavat sati električne energije za cijenu od skoro 2,2 milijarde USD.
Zračno zrakoplovstvo je najveći korisnik goriva u saveznoj vladi. Zračno zrakoplovstvo koristi 10 % od nacionalnog zrakoplovnog goriva.

## Vanjske poveznice
- United States Department of Defense Official website
- Office of the Under Secretary of Defense (Comptroller)  Arhivirana inačica izvorne stranice od 13. travnja 2012. (Wayback Machine)
- Read Congressional Research Service (CRS) Reports regarding the Department of Defense  Arhivirana inačica izvorne stranice od 14. rujna 2007. (Wayback Machine)
- Entire Collection of DoD Freedom of Information Act (FOIA) Reading Room  Arhivirana inačica izvorne stranice od 20. kolovoza 2011. (Wayback Machine)
- Budget info
- Death and Taxes: 2009  Arhivirana inačica izvorne stranice od 19. kolovoza 2010. (Wayback Machine)
- DoD YouTube channel
- Proposed and finalized federal regulations from the United States Department of Defense  Arhivirana inačica izvorne stranice od 30. kolovoza 2011. (Wayback Machine)
- DoD IA Policy Chart  Arhivirana inačica izvorne stranice od 6. rujna 2011. (Wayback Machine)
- U.S. Reporting Agency  Arhivirana inačica izvorne stranice od 6. rujna 2011. (Wayback Machine)
- U.S. Reporting Agency Groundsquad Homepage  Arhivirana inačica izvorne stranice od 21. ožujka 2015. (Wayback Machine)
- Defense Logistics Agency  Arhivirana inačica izvorne stranice od 2. svibnja 2021. (Wayback Machine)